# 王山岳
王山岳（：／）是高句丽阳原王时期宰相。中國歸化高句麗的漢人。
据《三国史记》记载，王山岳依照中国古琴创制出在朝鲜半岛广泛流传的玄琴。
朝鲜民主主义人民共和国安岳三號墳的壁画就画有玄琴。

## 脚註
1. ↑  전덕재. . 東洋學 第68輯 (檀國大學校 東洋學硏究院). 2017-07: 103. （原始内容 (PDF)存档于2022-04-23）.